# Hultsfred
Hultsfred è una cittadina della Svezia meridionale, capoluogo del comune omonimo, nella contea di Kalmar; nel 2005 aveva una popolazione di 5 305 abitanti, su un'area di 5,95 km².
È nota perché vi si svolgeva l'Hultsfred Festival.